# Tetjana Horb
Tetjana Wiktoriwna Horb (ukrainisch Тетяна Вікторівна Горб; * 18. Januar 1965 in Tscherkassy, Sowjetunion, auch bekannt als Tatjana Gorb, zwischenzeitig Tetjana Rühl) ist eine ehemalige deutsch-ukrainische Handballspielerin, die zwei Mal an den Olympischen Spielen teilnahm. Mittlerweile ist sie als Handballtrainerin tätig.

## Karriere

### Im Verein
Horb besuchte die Sporteliteschule in Kiew. Ab 1984 lief sie für den sowjetischen Spitzenverein Spartak Kiew auf. Mit Spartak gewann sie jeweils fünf Mal die sowjetische Meisterschaft sowie den Europapokal der Landesmeister. Im Jahr 1991 schloss sich Horb dem deutschen Bundesligisten Buxtehuder SV an, für den sie 307 Treffer in 93 Pflichtspielen erzielte. Mit Buxtehude gewann sie 1994 den Euro-City-Cup.
Horb lief ab der Saison 1995/96 für den Zweitligisten SV Süd Braunschweig auf. Im Jahr 1997 wechselte die Rückraumspielerin zum Regionalligisten SVG Celle, mit dem sie ein Jahr später in die 2. Bundesliga aufstieg. Für Celle ging sie bis zum Jahr 2000 auf Torejagd. Nachdem Horb anschließend pausiert hatte, lief sie in der Saison 2004/05 für den Regionalligisten TSV Nord Harrislee auf. Ein Jahr später schloss sich Horb dem Zweitligisten Elmshorner HT an. Später lief Horb für den Oberligaabsteiger SG Flensburg-Handewitt auf, bis sie aufgrund von Knieproblemen ihre Karriere beendete. Im März 2010 wurde sie nochmals vom abstiegsbedrohten Bundesligisten SVG Celle reaktiviert.

### In der Nationalmannschaft
Horb gewann mit der sowjetischen Juniorinnennationalmannschaft in den Jahren 1981, 1983 und 1985 die U-20-Weltmeisterschaft. Anschließend lief sie insgesamt 256-mal für die Nationalmannschaft der Sowjetunion und der Gemeinschaft Unabhängiger Staaten auf. Bei den Olympischen Spielen 1988 und 1992 gewann sie jeweils die Bronzemedaille.

### Trainerkarriere
Horb war beim Kreishandballverband Flensburg als Auswahltrainerin tätig. Später trainierte sie den Oberligisten HSG Jörl Doppeleiche. Kurz vor dem Saisonbeginn 2015/16 beendete sie ihre Tätigkeit in Jörl und übernahm die weibliche B-Jugend der HSG Handewitt/Nord Harrislee. Zwischen 2017 und 2020 trainierte sie Jugendmannschaften beim Thüringer HC.

## Sonstiges
Ihre Tochter Arwen Gorb spielt ebenfalls Handball.